# ロスジェネの逆襲
『ロスジェネの逆襲』（ロスジェネのぎゃくしゅう、英語: The Lost Generation Strikes Back）は、池井戸潤による日本の経済小説。経済専門雑誌『週刊ダイヤモンド』（ダイヤモンド社）にて2010年8月7日号から2011年10月1日号まで連載され、2012年6月に単行本化、2015年9月2日に文春文庫より文庫化、2019年12月13日に講談社文庫より『半沢直樹 3 ロスジェネの逆襲』に改題の上文庫化された。
『オレたちバブル入行組』『オレたち花のバブル組』に続く、半沢直樹シリーズの第3作目で、主人公の半沢が東京中央銀行の子会社「東京セントラル証券」に出向して以降の物語。雑誌連載時から反響があり、著者と同誌編集長の間で交わされていた「読者アンケートで1位を取ったら最終回を巻頭に掲載する」という約束が果たされた。また、それまでのシリーズとは異なり、家族要素のエピソードが削除され、企業や組織を焦点とした内容であるため、主人公の妻の花、息子の隆博、近藤直弼の妻の由紀子、息子などの家族関係の人物は現れない。主人公の家族関係の人物が登場しない作品は、他では次作『銀翼のイカロス』のみである。
本作は、2020年7月19日よりTBS系列で放送されたテレビドラマ『半沢直樹（2020年版）』の第一部（前半）の原作にあたる。
シリーズの前2作をテレビドラマ化した『半沢直樹（2013年版）』の影響を受けて、続編である本作の売り上げも伸び、ドラマ放送前は7万5000部だった発行部数が、著者の作品の中で初めて100万部を超えた。
二度オーディオブック化されていて、2013年9月2日より2016年3月25日までFeBeにて半沢役を白石稔が担当し配信されたものと、2018年9月14日よりAudibleにて吉田健太郎が朗読を担当し配信されたもの
とがある。半沢直樹シリーズでは3巻目にあたるが、FeBe版のオーディオブックは池井戸作品で初のオーディオブック化であった。

## あらすじ
2004年、半沢直樹が子会社の東京セントラル証券に出向になって約2カ月。同社を訪れた大手IT企業・電脳雑伎集団（電脳）の平山社長夫妻が、電脳と並ぶIT業界の雄である東京スパイラル（スパイラル）の買収計画を明かし、そのアドバイザーになってもらいたいと申し入れて来る。
スパイラル側が容易に買収を受け入れるとは考えられず、敵対的買収になるであろうことが予見されたが、東京セントラル証券は業歴が浅く、大型買収のノウハウも持ち合わせていないため半沢は乗り気ではなかったものの、部下の諸田はこの案件で見込まれる巨額の手数料が入る大きなチャンスを逃すまいと、腹心の部下たちで編成したアドバイザーチームにスキームを練らせていた。
それまで電脳の営業担当を務めてきた森山はチームから外され納得がいかなかったが、森山が無能と見なしている三木率いるチームのスキームは一向にまとまらず、内容を平山へ伝えに行った時には既に手遅れで、対応の遅さに痺れを切らした平山から契約破棄を申し伝えられる。三木に任せきりにしていた半沢は責任を感じ、社長の叱責を一身に受けるが、その日の夜、同期の渡真利忍からの情報で、東京中央銀行の証券営業部が電脳と買収のアドバイザー契約を結んだことを知る。
対応の遅さは単なる口実に過ぎず、東京中央銀行がメインバンクの立場を利用して子会社の大仕事を“横取り”したという事実は、図らずも東京セントラル証券の内部に情報をリークした人物がいることを示していた。銀行の益に利することなのだから銀行からの出向者がやったことだろうと怒りを露わにする森山に、半沢は語気を強めて約束する、「この借りは必ず返す。やられたら倍返しだ。」。やがて、半沢と森山はこの買収劇の裏に隠された真実を知ることとなる。

## 登場人物

### 東京セントラル証券
東京中央銀行の証券子会社で、業歴が浅く、企業買収の実績はあまりない。これまで扱ってきた大口の案件は銀行から回されたものばかりで、真の市場の厳しさを知っているとは言えない。
半沢直樹（はんざわ なおき）
本作の主人公。バブル世代。銀行の営業第二部次長から銀行の証券子会社に出向、営業企画部長に左遷された。
親会社である銀行に自分が勤める証券子会社の大きな買収案件を“横取り”されたことにより発奮。買収される側のスパイラルのアドバイザーに就任し、森山と共に担当する。買収する企業のアドバイザーである親会社の銀行と敵対する立場になるという奇策に打って出る。
森山雅弘（もりやま まさひろ）
プロパー社員。ロスジェネ世代。営業企画部調査役。30歳。理屈っぽく、組織に媚びず、会議などでも堂々と反対意見を言うため、煙たがる上司もいる。
就職氷河期の真っ只中に就職活動に励み、何十社と採用試験を受けて、東京セントラル証券の内定を勝ち得た。好景気というだけで大量採用され、三木のような能力が伴っていない者がのうのうとしているバブル世代に反感を持っている。企業の本質を見抜くセンスは半沢も認めるほど。
経験の浅い自社に電脳からアドバイザー依頼のオファーがあったことを不審に思う。
諸田祥一（もろた しょういち）
営業企画部次長。バブル世代。銀行からの出向者。入行年次は半沢よりひとつ先輩。買収案件が銀行に奪われた後、銀行の証券営業部へ戻る。
プライドが高く同じ部の森山とはウマが合わず、彼に対しては口が悪い。
三木重行（みき しげゆき）
営業企画部調査役。バブル世代。諸田とは同期。諸田が編成したスパイラル買収アドバイザーチームのリーダー。気が弱く、事務能力すらなく、事務職社員から文句が出るほど。
買収案件が銀行に奪われた後、銀行の証券営業部に戻る。
尾西克彦（おにし かつひこ）
プロパー社員。森山のひとつ先輩。辛口な意見が多い。
岡光秀（おか みつひで）
社長。かつて銀行の専務取締役だったが、出世競争に敗れ1年前に現職に出向となった。半沢ら部下に対しては非常に厳しい態度をとる一方、銀行の取締役社員には恐れ多く消極的な態度をとる。
上昇志向が強く負けず嫌いであり、「銀行を見返せ」が口癖。
神原公一（かんばら こういち）
専務取締役。半沢に対しては非常に好意的に接する温厚な人物。スパイラルのアドバイザーとなる案件は快く承諾。

### 東京中央銀行
東京第一銀行と産業中央銀行が合併してできた大手銀行。今なお出身銀行ごとに派閥があり、東京第一出身者を旧T、産業中央出身者を旧Sと呼び、出世のための人脈作りが活発に行われている。
半沢の同期
渡真利忍（とまり しのぶ）
融資部。旧産業中央銀行出身。行内の情報に精通している。証券営業部の情報や融資情報など半沢に情報を提供する。
近藤直弼（こんどう なおすけ）
広報室次長。旧産業中央銀行出身。証券営業部の情報や融資情報など半沢に情報を提供する。
苅田光一（かりた こういち）
法務部次長。旧産業中央銀行出身。法務部だけあって証券取引法に詳しい。
証券営業部
伊佐山泰二（いさやま たいじ）
証券営業部長。旧東京第一銀行出身。半沢とは企画部時代に激しくやり合った間柄。百九十センチという巨体の持ち主で馬面。
野崎三雄（のざき みつお）
証券営業部次長。伊佐山の右腕と言われている男。かつてロンドンで企業買収を手掛けていたことがあり、その分野では国内屈指のバンカーである。国内外の企業買収案件のチーフを一任されている。
その他
中野渡謙（なかのわたり けん）
頭取。旧産業中央銀行出身。与信リスクを背負う以前にいつも足元を見据えた議論を気にする。百戦錬磨のバンカーであり、独特の嗅覚を持っている。
三笠洋一郎（みかさ よういちろう）
副頭取。証券部門出身。旧東京第一銀行出身。伊佐山、野崎を信頼している。証券子会社から横取りした案件を裏で指示、指揮している。伊佐山曰く「物静かだが、決して温厚な男ではない」。半沢曰く「感情を爆発させるタイプではないが、口数が少ない男でもない」。

### 電脳雑伎集団
平山が35歳の時、勤務していた総合商社を退職して創業したIT企業。明治通り沿いのインテリジェントビルに本社を置く。
企業名はかつて中国雑技団のアクロバティックな演技を見て感動した平山が、IT分野で超絶技巧を駆使するプロ集団になりたいと思い命名したもの。創業5年目に新興市場に株式上場し、巨額の創業者利益を得た平山は日本の起業家のスター的存在になった。その後も成長を続け、売上高3000億円以上になるまでに成長した。東京セントラル証券とは、上場時に主幹事を務めた以外に取引実績はなく、担当の森山が営業攻勢を仕掛けても、ろくに話も聞かずに門前払いしてきた。中国進出の際に、東京中央銀行から融資を受けている。
平山一正（ひらやま かずまさ）
社長。50歳。サラリーマン時代を彷彿とさせる地味なスーツ姿だが、常に積極経営を標榜し、矢継ぎ早の戦略を成功させてきた。強烈にビジネスライクであり、半沢曰く「中身はギトギトの商売人」。
平山美幸（ひらやま みゆき）
副社長。一正の妻。大阪の商家出身。地味な夫に比して、一目でそれとわかるブランド物の服を着ている。ヒステリックな性格で取締役を含む社員を養っていると見下している感がある。普段は面倒見のいいところがあるが、一所懸命になるあまり冷静さを失うことが時としてある。
玉置克夫（たまき かつお）
財務担当役員。第一印象は温厚な紳士。郷田が信頼している腕利きの取締役社員。戸村とは互いに信頼しあっている。平山夫妻が出した買収案件には消極的で東京セントラル証券の疑問点を知るキーマン。
戸村逸樹（とむら いつき）
営業担当役員。玉置とは互いに信頼しあっている。平山夫妻が出した買収案件には反対を表明していた。

### 東京スパイラル
電脳雑伎集団と並ぶ、IT業界の雄。渋谷・桜丘町のビルに本社を置いている。瀬名洋介が25歳の時に友人2人と立ち上げたインターネット関連ソフトの販売業務から出発し、自社開発の検索エンジンがその利便性から若者を中心に広がり、同社の成長に大きく寄与し、売上1000億円を超える規模に成長している。
瀬名洋介（せな ようすけ）
社長。30歳。ロスジェネ世代。森山とは中学・高校時代の同級生で親友。不動産会社に勤めていた父親が株の信用取引で失敗した上に自殺し母親と二人暮らし、通っていた私立の中高一貫校を転校し、大学進学も諦めた。その後、ソフト開発会社に就職し、元々好きだったプログラミング技術をより磨くも、3年で倒産。同僚だった加納・清田とスパイラルを立ち上げた。普段はTシャツにジーパンというラフな服装。遠慮のない性格。
加納一成（かのう かずなり）
元戦略担当役員。創業メンバー。経営方針を巡って瀬名と対立し、清田と共に退職した。
清田正伸（きよた まさのぶ）
元財務担当役員。創業メンバー。「経理屋」と呼ばれることを嫌う。

### フォックス
パソコン・周辺機器販売大手のIT企業。郷田行成が40歳の時に立ち上げた。安売り路線ではなくたたき売り路線で売上を伸ばし、ピーク時で2500億円超の売上を記録した。
郷田行成（ごうだ ゆきなり）
社長。55歳。大手コンピューター会社に勤務していたが40歳で同社を起業した。電脳の玉置は飲みにいく間柄で信頼している。「コンピュータ」と称される綿密な頭脳の持ち主で、IT業界では一目置かれる存在であり、堅実な人柄の持ち主。

### 太洋証券
東京スパイラルと1年ほど付き合いのある中堅証券会社。中堅ではあるが買収案件については経験が浅い。
広重多加夫（ひろしげ たかお）
営業部長。アドバイザーとして東京スパイラルの買収防衛の提案をする。
二村久志（にむら ひさし）
広重の部下。